# Stara Wieś

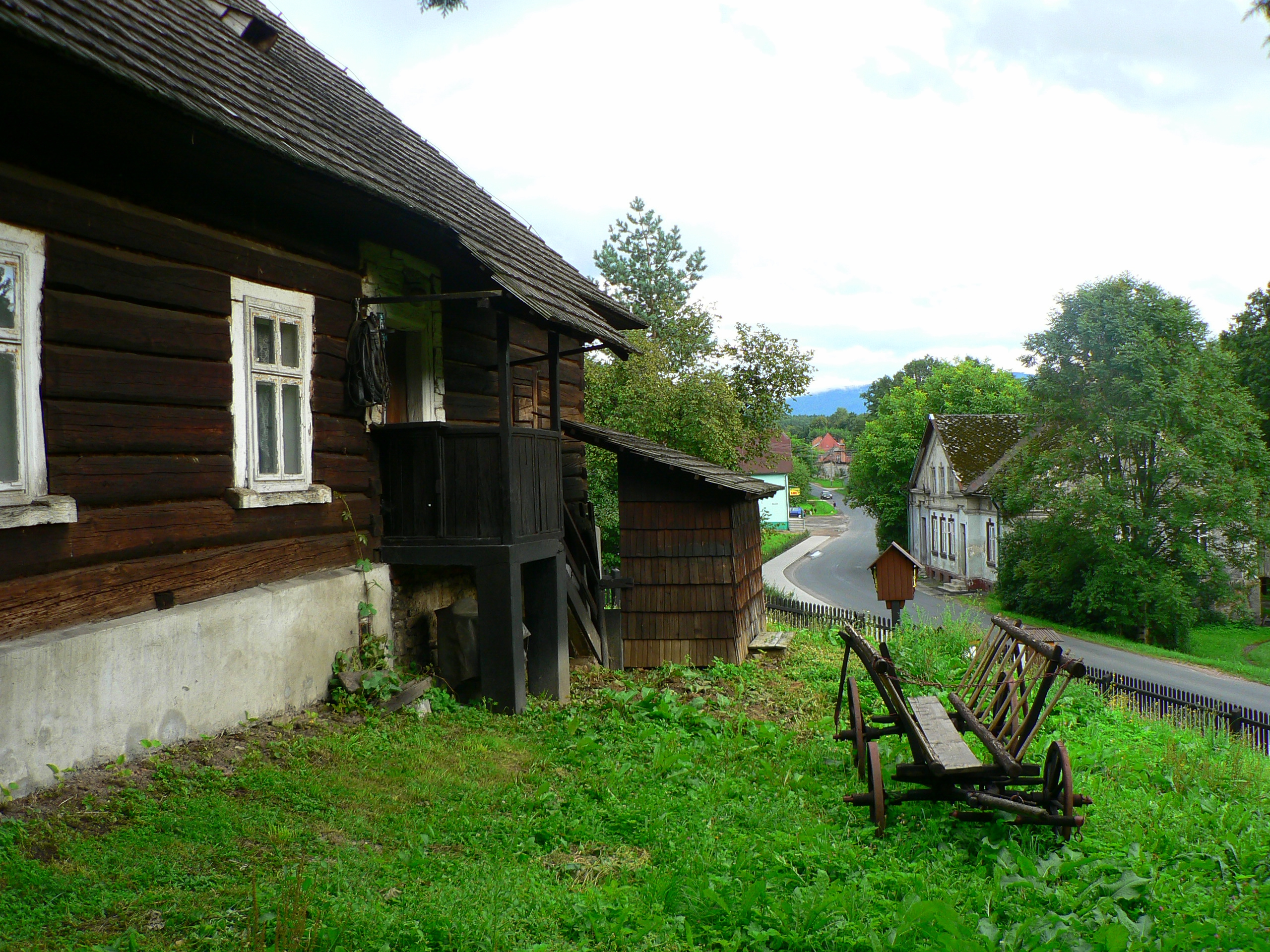
Stara Wieś, un colegio del, cerca de la iglesia.

Stara Wieś (en polaco wieś significa "pueblo" y stara significa "antiguo") es un pueblo de carácter rural perteneciente al municipio de Wilamowice, dentro del distrito Beskidy en el voivodato de Silesia, Polonia.
Se encuentra en una zona geográficamente rica y accidentada, abunda la vegetación mayormente verde y el pueblo es atravesado por el río Skowronka, a lo largo de todo valle que lo encierra hay varios lagos y estanques.
El nombre de Stara Wieś se usó por primera vez en el año 1444 cuando se asentó una colonia de europeos occidentales gracias al permiso alemán Wilhelmsdorf. Desde el año 1975 hasta 1988 esta comunidad perteneció al distrito Bielski, pero tras un acuerdo pasó a formar parte de Beskidy.

## Edificios característicos
- La iglesia "Podwyższenia Krzyża Świętego" del año 1522, en la que se conserva el cuadro "Crucificado" de la misma época.
- Un colegio del siglo XVIII.
- Tres ermitas de la primera mitad del siglo XIX.

- Datos: Q3872963
- Multimedia: Stara Wieś (Silesian Voivodeship) / Q3872963

1. ↑  Worldpostalcodes.org,código postal n.º 43-330.